# Grande Prêmio do Japão de 2018
Grande Prêmio do Japão de 2018 (formalmente denominado Formula 1 2018 Japanese Grand Prix) foi a décima sétima etapa da temporada de 2018 da Fórmula 1. Foi disputada em 07 de outubro de 2018 no Circuito de Suzuka, Suzuka, Japão

## Relatório

### Treino Classificatório
Q1
Eliminados: Nico Hülkenberg (Renault), Sergey Sirotkin (Williams), Fernando Alonso (McLaren), Stoffel Vandoorne (McLaren) e Marcus Ericsson (Sauber).
Q2
Eliminados: Charles Leclerc (Sauber), Kevin Magnussen (Haas), Carlos Sainz Jr. (Renault), Lance Stroll (Williams) e Daniel Ricciardo (Red Bull).

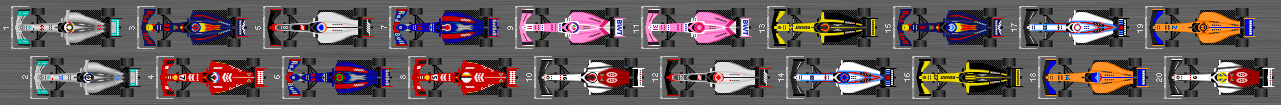
Grid de Largada

Q3

## Pneus
| Nome do composto | Cor | Banda de rolamento | Condições de Tempo | Dry Type  | Aderência | Longevidade |
| ---------------- | --- | ------------------ | ------------------ | --------- | --------- | ----------- |
| Super Macio      |     | Slick (P Zero)     | Seco               | Supersoft | Médio     | Médio       |
| Macio            |     | Slick (P Zero)     | Seco               | Soft      | Médio     | Médio       |
| Médio            |     | Slick (P Zero)     | Seco               | Medium    | Médio     | Médio       |

| Escolhas de Pneus de cada piloto para o GP do Japão: | Escolhas de Pneus de cada piloto para o GP do Japão: | Escolhas de Pneus de cada piloto para o GP do Japão: | Escolhas de Pneus de cada piloto para o GP do Japão: | Escolhas de Pneus de cada piloto para o GP do Japão: | Escolhas de Pneus de cada piloto para o GP do Japão: |
| ---------------------------------------------------- | ---------------------------------------------------- | ---------------------------------------------------- | ---------------------------------------------------- | ---------------------------------------------------- | ---------------------------------------------------- |
| Nº                                                   | Pilotos                                              | Equipe(s)                                            | Medio                                                | Macio                                                | Super Macio                                          |
| 44                                                   | Lewis Hamilton                                       | Mercedes                                             |                                                      |                                                      |                                                      |
| 77                                                   | Valtteri Bottas                                      | Mercedes                                             |                                                      |                                                      |                                                      |
| 5                                                    | Sebastian Vettel                                     | Ferrari                                              |                                                      |                                                      |                                                      |
| 7                                                    | Kimi Räikkönen                                       | Ferrari                                              |                                                      |                                                      |                                                      |
| 3                                                    | Daniel Ricciardo                                     | Red Bull-TAG Heuer                                   |                                                      |                                                      |                                                      |
| 33                                                   | Max Verstappen                                       | Red Bull-TAG Heuer                                   |                                                      |                                                      |                                                      |
| 11                                                   | Sergio Pérez                                         | Force India-Mercedes                                 |                                                      |                                                      |                                                      |
| 31                                                   | Esteban Ocon                                         | Force India-Mercedes                                 |                                                      |                                                      |                                                      |
| 18                                                   | Lance Stroll                                         | Williams-Mercedes                                    |                                                      |                                                      |                                                      |
| 35                                                   | Sergey Sirotkin                                      | Williams-Mercedes                                    |                                                      |                                                      |                                                      |
| 55                                                   | Carlos Sainz Jr.                                     | Renault                                              |                                                      |                                                      |                                                      |
| 27                                                   | Nico Hülkenberg                                      | Renault                                              |                                                      |                                                      |                                                      |
| 10                                                   | Pierre Gasly                                         | Toro Rosso-Honda                                     |                                                      |                                                      |                                                      |
| 28                                                   | Brendon Hartley                                      | Toro Rosso-Honda                                     |                                                      |                                                      |                                                      |
| 8                                                    | Romain Grosjean                                      | Haas-Ferrari                                         |                                                      |                                                      |                                                      |
| 20                                                   | Kevin Magnussen                                      | Haas-Ferrari                                         |                                                      |                                                      |                                                      |
| 14                                                   | Fernando Alonso                                      | McLaren-Renault                                      |                                                      |                                                      |                                                      |
| 2                                                    | Stoffel Vandoorne                                    | McLaren-Renault                                      |                                                      |                                                      |                                                      |
| 9                                                    | Marcus Ericsson                                      | Sauber-Ferrari                                       |                                                      |                                                      |                                                      |
| 16                                                   | Charles Leclerc                                      | Sauber-Ferrari                                       |                                                      |                                                      |                                                      |

## Resultados

### Treino Classificatório
| Pos.                     | Nº | Piloto            | Construtor            | Q1       | Q2       | Q3       | Grid |
| ------------------------ | -- | ----------------- | --------------------- | -------- | -------- | -------- | ---- |
| 1                        | 44 | Lewis Hamilton    | Mercedes              | 1:28.702 | 1:28.017 | 1:27.760 | 1    |
| 2                        | 77 | Valtteri Bottas   | Mercedes              | 1:29.297 | 1:27.987 | 1:28.059 | 2    |
| 3                        | 33 | Max Verstappen    | Red Bull-TAG Heuer    | 1:29.480 | 1:28.849 | 1:29.057 | 3    |
| 4                        | 7  | Kimi Räikkönen    | Ferrari               | 1:29.631 | 1:28.595 | 1:29.521 | 4    |
| 5                        | 8  | Romain Grosjean   | Haas-Ferrari          | 1:29.724 | 1:29.678 | 1:29.761 | 5    |
| 6                        | 28 | Brendon Hartley   | Toro Rosso-Honda      | 1:30.248 | 1:29.848 | 1:30.023 | 6    |
| 7                        | 10 | Pierre Gasly      | Toro Rosso-Honda      | 1:30.137 | 1:29.810 | 1:30.093 | 7    |
| 8                        | 31 | Esteban Ocon      | Racing Point-Mercedes | 1:29.899 | 1:29.538 | 1:30.126 | 11 1 |
| 9                        | 5  | Sebastian Vettel  | Ferrari               | 1:29.049 | 1:28.279 | 1:32.192 | 8    |
| 10                       | 11 | Sergio Pérez      | Racing Point-Mercedes | 1:30.247 | 1:29.567 | 1:37.229 | 9    |
| 11                       | 16 | Charles Leclerc   | Sauber-Ferrari        | 1:29.706 | 1:29.864 |          | 10   |
| 12                       | 20 | Kevin Magnussen   | Haas-Ferrari          | 1:30.219 | 1:30.226 |          | 12   |
| 13                       | 55 | Carlos Sainz Jr.  | Renault               | 1:30.236 | 1:30.490 |          | 13   |
| 14                       | 18 | Lance Stroll      | Williams-Mercedes     | 1:30.317 | 1:30.714 |          | 14   |
| 15                       | 3  | Daniel Ricciardo  | Red Bull-TAG Heuer    | 1:29.806 | S/Tempo  |          | 15   |
| 16                       | 27 | Nico Hülkenberg   | Renault               | 1:30.361 |          |          | 16   |
| 17                       | 35 | Sergey Sirotkin   | Williams-Mercedes     | 1:30.372 |          |          | 17   |
| 18                       | 14 | Fernando Alonso   | McLaren-Renault       | 1:30.573 |          |          | 18   |
| 19                       | 2  | Stoffel Vandoorne | McLaren-Renault       | 1:31.041 |          |          | 19   |
| 20                       | 9  | Marcus Ericsson   | Sauber-Ferrari        | 1:31.213 |          |          | 20 2 |
| Tempo dos 107%: 1:34.911 |    |                   |                       |          |          |          |      |
| Fonte:                   |    |                   |                       |          |          |          |      |

Notas
- ↑1  – Esteban Ocon (Racing Point) recebeu uma penalidade de 3 posições do grid por uma infração de bandeira vermelha durante o 3º treino livre.

- ↑2  – Marcus Ericsson (Sauber) recebeu uma penalidade de 15 posições do grid (10 posições por exceder sua cota de elementos de unidade de potência e 5 posições por uma mudança de caixa de marcha não programada).

### Corrida

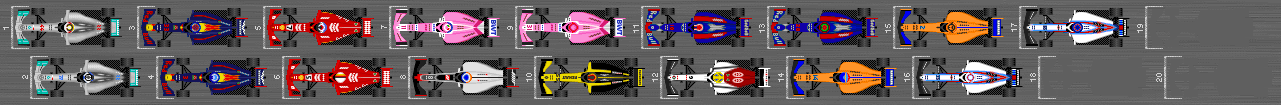
Resultado da corrida

| Pos.   | Nu. | Piloto            | Construtor            | Voltas | Tempo/Retirado | Grid | Pontos |
| ------ | --- | ----------------- | --------------------- | ------ | -------------- | ---- | ------ |
| 1      | 44  | Lewis Hamilton    | Mercedes              | 53     | 1:27:17.062    | 1    | 25     |
| 2      | 77  | Valtteri Bottas   | Mercedes              | 53     | +12.919        | 2    | 18     |
| 3      | 33  | Max Verstappen    | Red Bull-TAG Heuer    | 53     | +14.295        | 3    | 15     |
| 4      | 3   | Daniel Ricciardo  | Red Bull-TAG Heuer    | 53     | +19.495        | 15   | 12     |
| 5      | 7   | Kimi Räikkönen    | Ferrari               | 53     | +50.998        | 4    | 10     |
| 6      | 5   | Sebastian Vettel  | Ferrari               | 53     | +1:09.873      | 8    | 8      |
| 7      | 11  | Sergio Pérez      | Racing Point-Mercedes | 53     | 1:19.379       | 9    | 6      |
| 8      | 8   | Romain Grosjean   | Haas-Ferrari          | 53     | 1:27.198       | 5    | 4      |
| 9      | 31  | Esteban Ocon      | Racing Point-Mercedes | 53     | 1:28.055       | 11   | 2      |
| 10     | 55  | Carlos Sainz Jr.  | Renault               | 52     | +1 volta       | 13   | 1      |
| 11     | 10  | Pierre Gasly      | Toro Rosso-Honda      | 52     | +1 volta       | 7    |        |
| 12     | 9   | Marcus Ericsson   | Sauber-Ferrari        | 52     | +1 volta       | 20   |        |
| 13     | 28  | Brendon Hartley   | Toro Rosso-Honda      | 52     | +1 volta       | 6    |        |
| 14     | 14  | Fernando Alonso   | McLaren-Renault       | 52     | +1 volta       | 18   |        |
| 15     | 2   | Stoffel Vandoorne | McLaren-Renault       | 52     | +1 volta       | 19   |        |
| 16     | 35  | Sergey Sirotkin   | Williams-Mercedes     | 52     | +1 volta       | 17   |        |
| 17     | 18  | Lance Stroll      | Williams-Mercedes     | 52     | +1 volta       | 14   |        |
| Ret    | 16  | Charles Leclerc   | Sauber-Ferrari        | 38     | Girar          | 10   |        |
| Ret    | 27  | Nico Hülkenberg   | Renault               | 37     | Motor          | 16   |        |
| Ret    | 20  | Kevin Magnussen   | Haas-Ferrari          | 6      | Furo de pneu   | 12   |        |
| Fonte: |     |                   |                       |        |                |      |        |

## Voltas na Liderança
- Commons

| Nº de Voltas | Piloto         | Voltas |
| ------------ | -------------- | ------ |
| 53           | Lewis Hamilton | (1-53) |

## 2018DHLFastest Pit Stop Award

### Resultado
| 1      |  |  |  |  | 25 |
| 2      |  |  |  |  | 18 |
| 3      |  |  |  |  | 15 |
| 4      |  |  |  |  | 12 |
| 5      |  |  |  |  | 10 |
| 6      |  |  |  |  | 8  |
| 7      |  |  |  |  | 6  |
| 8      |  |  |  |  | 4  |
| 9      |  |  |  |  | 2  |
| 10     |  |  |  |  | 1  |
| Fonte: |  |  |  |  |    |

### Classificação
| Tabela do DHL Fastest Pit Stop Award \| Pos \| Construtor \| Pontos \| Var \| \| --- \| ---------- \| ------ \| --- \| \| 1 \| \| \| \| \| 2 \| \| \| \| \| 3 \| \| \| \| \| 4 \| \| \| \| \| 5 \| \| \| \| \| 6 \| \| \| \| \| 7 \| \| \| \| \| 8 \| \| \| \| \| 9 \| \| \| \| \| 10 \| \| \| \| |            |        |     |
| Pos | Construtor | Pontos | Var |
| 1 |            |        |     |
| 2 |            |        |     |
| 3 |            |        |     |
| 4 |            |        |     |
| 5 |            |        |     |
| 6 |            |        |     |
| 7 |            |        |     |
| 8 |            |        |     |
| 9 |            |        |     |
| 10 |            |        |     |

## Tabela do campeonato após a corrida
Somente as cinco primeiras posições estão incluídas nas tabelas.
| Pos | Piloto           | Pontos | Var     |
| --- | ---------------- | ------ | ------- |
| 1   | Lewis Hamilton   | 331    | Estável |
| 2   | Sebastian Vettel | 264    | Estável |
| 3   | Valtteri Bottas  | 207    | Estável |
| 4   | Kimi Raikkonen   | 196    | Estável |
| 5   | Max Verstappen   | 173    | Estável |

| Pos | Construtor         | Pontos | Var     |
| --- | ------------------ | ------ | ------- |
| 1   | Mercedes           | 538    | Estável |
| 2   | Ferrari            | 460    | Estável |
| 3   | Red Bull-TAG Heuer | 319    | Estável |
| 4   | Renault            | 92     | Estável |
| 5   | Haas-Ferrari       | 84     | Estável |